# Zemětřesení a tsunami v Neapoli 1343
Zemětřesení a tsunami v Neapoli v roce 1343: Dne 25. listopadu 1343 se na Tyrhénském moři vytvořila vlna tsunami a udeřila v Neapolském zálivu. Podzemní otřesy byly pocítěny nejvíce ve městě Neapol a způsobily mnoho škod a ztrát na životech. Paleotsunami vzniklo následkem podmořského zemětřesení, při kterém bylo zničeno mnoho lodí na pobřeží Amalfitana, i pobřeží samotné. O tsunami podal zprávy básník Francesco Petrarca ve své knize Epistolae familiares. Studie z roku 2019 odhalila, že za masivní vlnou tsunami (pravděpodobně větší než 1 km3) stála erupce sopky Stromboli. 